# 伏氏祕鱂
伏氏祕鱂為輻鰭魚綱鯉齒目鯉齒亞目鯉齒鱂科的其中一種，分布於亞洲伊朗的淡水流域，體長可達5.8公分，棲息在札格洛斯山東部的淺水區。

## 擴展閱讀
維基物種上的相關：伏氏祕鱂